# Eugeniusz Kołota
Eugeniusz Kołota (ur. 8 marca 1941 w Koskowie, zm. 2 kwietnia 2017 we Wrocławiu) – polski specjalista w dziedzinie nauk rolniczych.

## Życiorys
W 1960 ukończył technikum ogrodnicze w Pruszczu Gdańskim, a następnie studiował na Wydziale Rolniczym Wyższej Szkoły Rolniczej w Szczecinie. Po obronie pracy magisterskiej pracował w Katedrze Ogrodnictwa tej uczelni, w 1971 w Szkole Głównej Gospodarstwa Wiejskiego w Warszawie uzyskał stopień doktora nauk rolniczych, a w 1977 stopień doktora habilitowanego. Od 1981 przez trzy lata był prodziekanem Wydziału Rolniczego. W 1984 został przeniesiony do Wrocławia, gdzie na Akademii Rolniczej objął funkcję kierownika Zakładu Ogrodnictwa, a następnie Katedry Ogrodnictwa. W 1989 uzyskał tytuł naukowy profesora, od 1993 przez dwa lata był prorektorem Akademii Rolniczej. Od 1990 przez piętnaście lat był przedstawicielem Wydziału Rolniczego w senacie uczelni, w 1995 uzyskał stanowisko profesora zwyczajnego.

## Członkostwo
- przedstawiciel nauk ogrodniczych w Komisji Ekspertów Ministerstwa Nauki i Szkolnictwa Wyższego,
- członek Komitetu Nauk Ogrodniczych Polskiej Akademii Nauk,
- członek International Society for Horticultural Science,
- członek Working Groups of ISHS: Timing Field Production of Vegetables i Vegetable Nutrition and Fertilization,
- członek Polskiego Towarzystwa Nauk Ogrodniczych,
- członek Wrocławskiego Towarzystwa Naukowego,
- członek Szczecińskiego Towarzystwa Naukowego,
- członek Komisji Rejestracji Odmian Roślin Warzywnych COBORU,
- wiceprzewodniczący Komitetu Redakcyjnego Folia Horticulturae,
- członek Komitetów Redakcyjnych czasopism:
  - Vegetable Crops Research Bulletin,
  - Roczników UP w Poznaniu,
- wiceprzewodniczący Rady Naukowej Instytutu Warzywnictwa,
- członek i przewodniczący Sekcji Ogrodniczej KBN (1995–1999),
- członek sekcji Nauki o Roślinach Uprawnych i Glebie MNiSzW od 2004,
- ekspert Państwowej Komisji Akredytacyjnej,
- członek Centralnej Komisji ds. Stopni i Tytułów Naukowych.

## Dorobek naukowy
Autor:
- ponad 650 publikacji, w tym 19 podręczników i skryptów akademickich z zakresu warzywnictwa polowego i szklarniowego,
  - Odmianoznawstwo warzywne,
  - Polowa uprawa warzyw,
  - Podstawy ogrodnictwa,
  - Warzywnictwo wyd. I i II,
  - Ogólna uprawa warzyw,
  - Systematyka, biologia i cechy odmianowe roślin warzywnych,
- 275 oryginalnych prac twórczych,
- 189 artykułów i komunikatów naukowych,
- 168 prac popularnonaukowych.

## Odznaczenia
- Krzyż Kawalerski Orderu Odrodzenia Polski,
- Złoty Krzyż Zasługi,
- Medal Komisji Edukacji Narodowej,
- Złota Odznaka "Gryf Szczeciński",
- Medal Zasłużony dla Uniwersytetu Przyrodniczego we Wrocławiu,
- Medal za Zasługi dla Wydziału Rolniczego Akademii Rolniczej we Wrocławiu,
- Medal Zasłużony dla Akademii Rolniczej w Szczecinie,
- Medal za Zasługi dla Wydziału Kształtowania Środowiska i Rolnictwa Akademii Rolniczej w Szczecinie,
- Medal 30-lecia Wydziału Ogrodniczego Akademii Rolniczej w Lublinie,
- Srebrna odznaka NOT,

ponadto trzykrotnie nagroda Ministra Edukacji Narodowej, 32 nagrody Rektora AR w Szczecinie i UP we Wrocławiu.